# Oxelösunds järnvägsmuseum

TGOJ:s fordon Ma 408 och X21-9 tillhörande FSVJ i Oxelösund

Oxelösunds järnvägsmuseum ligger vid lokstallet i centrala Oxelösund, mittemot gamla järnvägsstationen. Museet drivs av Föreningen Sörmlands Veteranjärnväg - FSVJ som bildades år 2010.

## Verksamhet
Föreningen, som startades av några järnvägsintresserade personer 2010, har som mål att Oxelösund skall få ett järnvägshistoriskt museum i form av miljöer, fordon och utställningar samt belysa järnvägens betydelse för Oxelösunds utveckling framför allt från mitten av 1950-talet och framåt genom bland annat Trafikaktiebolaget Grängesberg–Oxelösunds Järnvägar (TGOJ). Föreningen bedriver även trafik med veterantåg över hela Sverige. Oxelösunds Järnvägsmuseum invigdes den 4 juni 2022.

## Museet

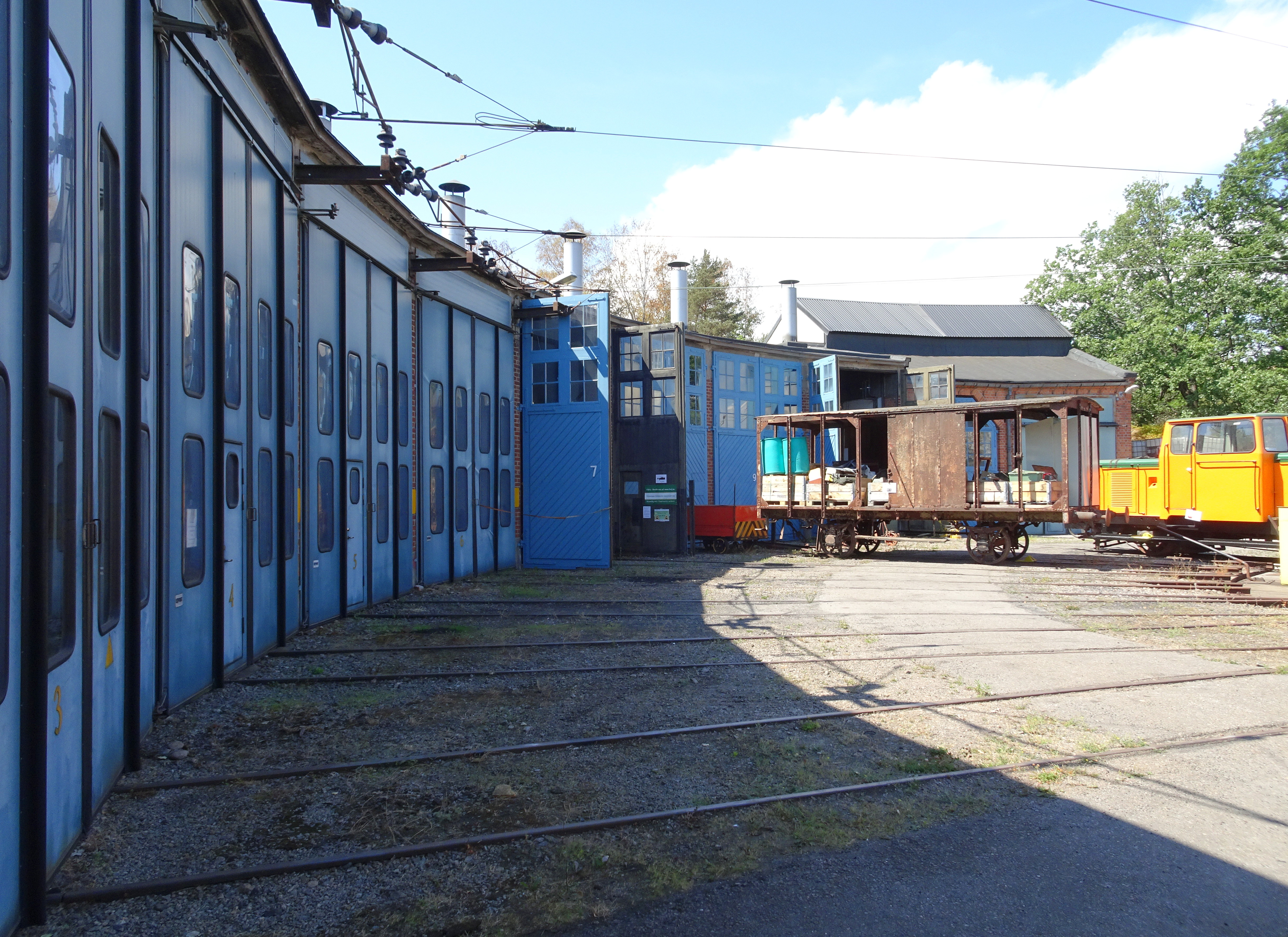
Del av museet vid TGOJ:s gamla lokstall.

Museet ligger vid Oxelösunds  lokstall som byggdes för TGOJ i omgångar fram till 1938, men restaurerades och anpassades för eldrift under mitten av 1950-talet. Idag sitter kontaktledningarna fortfarande kvar ovanför den fungerande vändskivan, något som är mycket ovanligt att se i dagens Sverige. Järnvägsmuseet sträcker sig på en yta om ca 350 meter och består av ett antal delar. En järnvägspark, Banvaktsstugan, som är utställningshall för föremål och berättelser, Lokstallet med lok och verkstad, Godsmagasinet med fordonsutställningen utomhus, den nya bangården med fem uppställningsspår varav fyra är inomhus i fordonshallen.  
På området finns audioguidning,via appen Storyspot, som man lyssnar till via sin egen mobiltelefon. 
Bland museets rullande materiel finns:
- Ångloket Littera E2 nummer 954 (1908)
- Elektrolok littera MA nummer 408 (1958)
- Elektrolok littera Hg nummer 755 (1948)
- Lokomotor UHB 221 (1951)
- Lokomotor ASJF 740 (1956)
- Lokomotor Z43 457 (1959)
- Lokomotor Z63 2388 (1959)
- Motorvagn X21 - 9 (1959)
- Godsvagnar
- Personvagnar, bland annat TGOJ:s 50-talsvagnar.
- Samt ytterligare unika fordon som Elrevisionsloket Q13, HC släpet UBFoT 101 m fl.

## Bilder

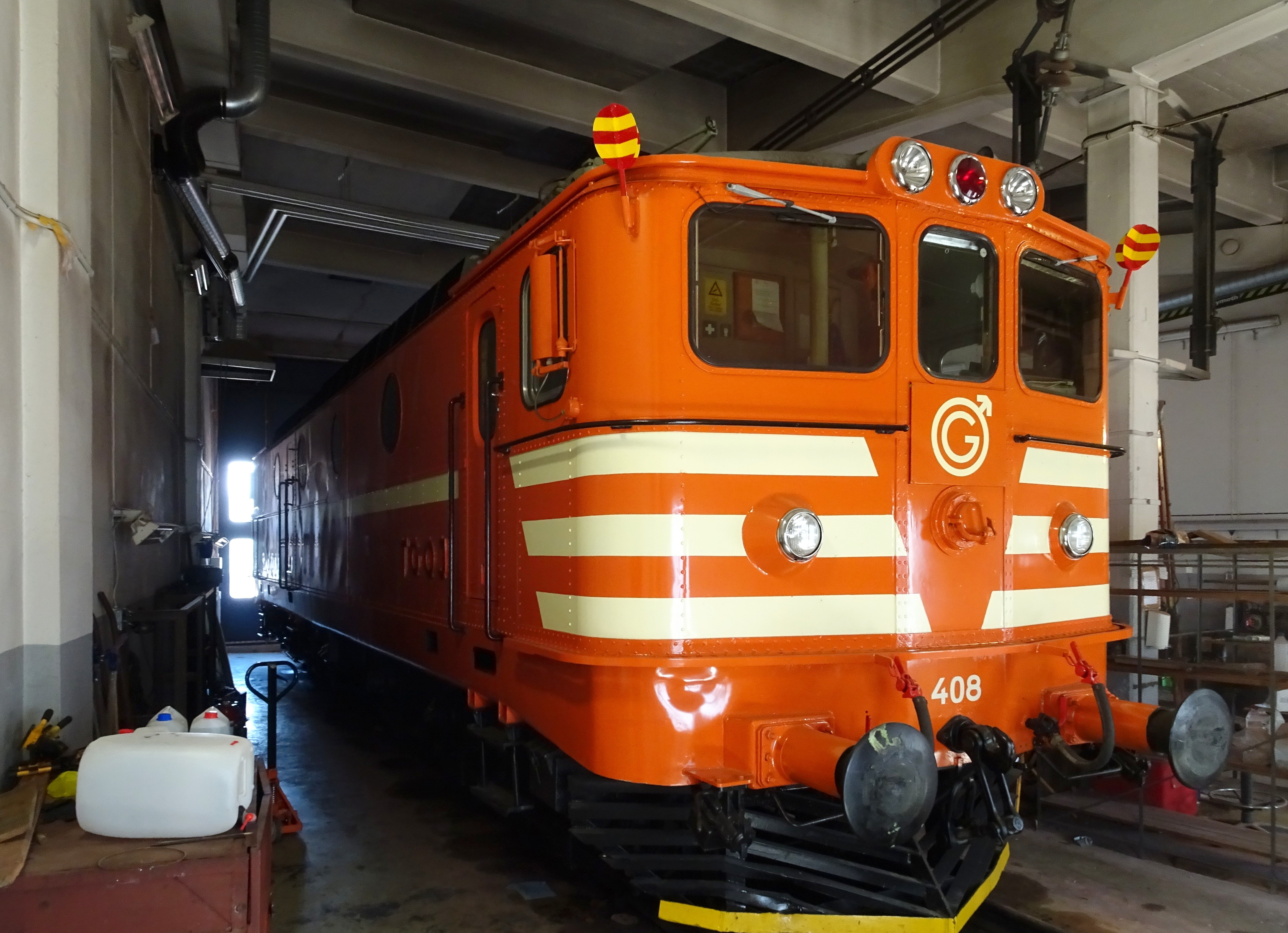
Elektrolok littera MA nummer 408 (1958)
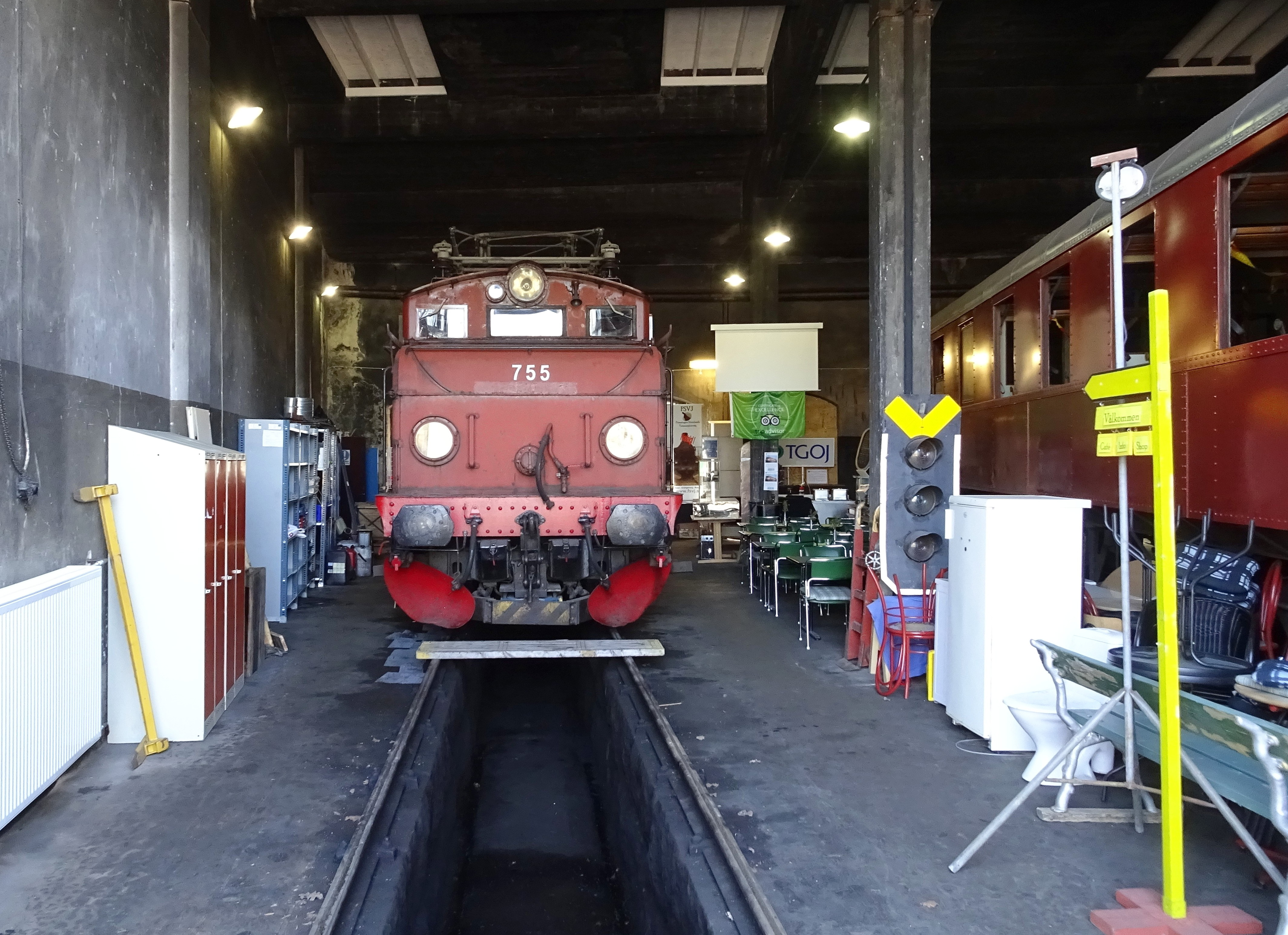
Elektrolok littera Hg nummer 755 (1948)
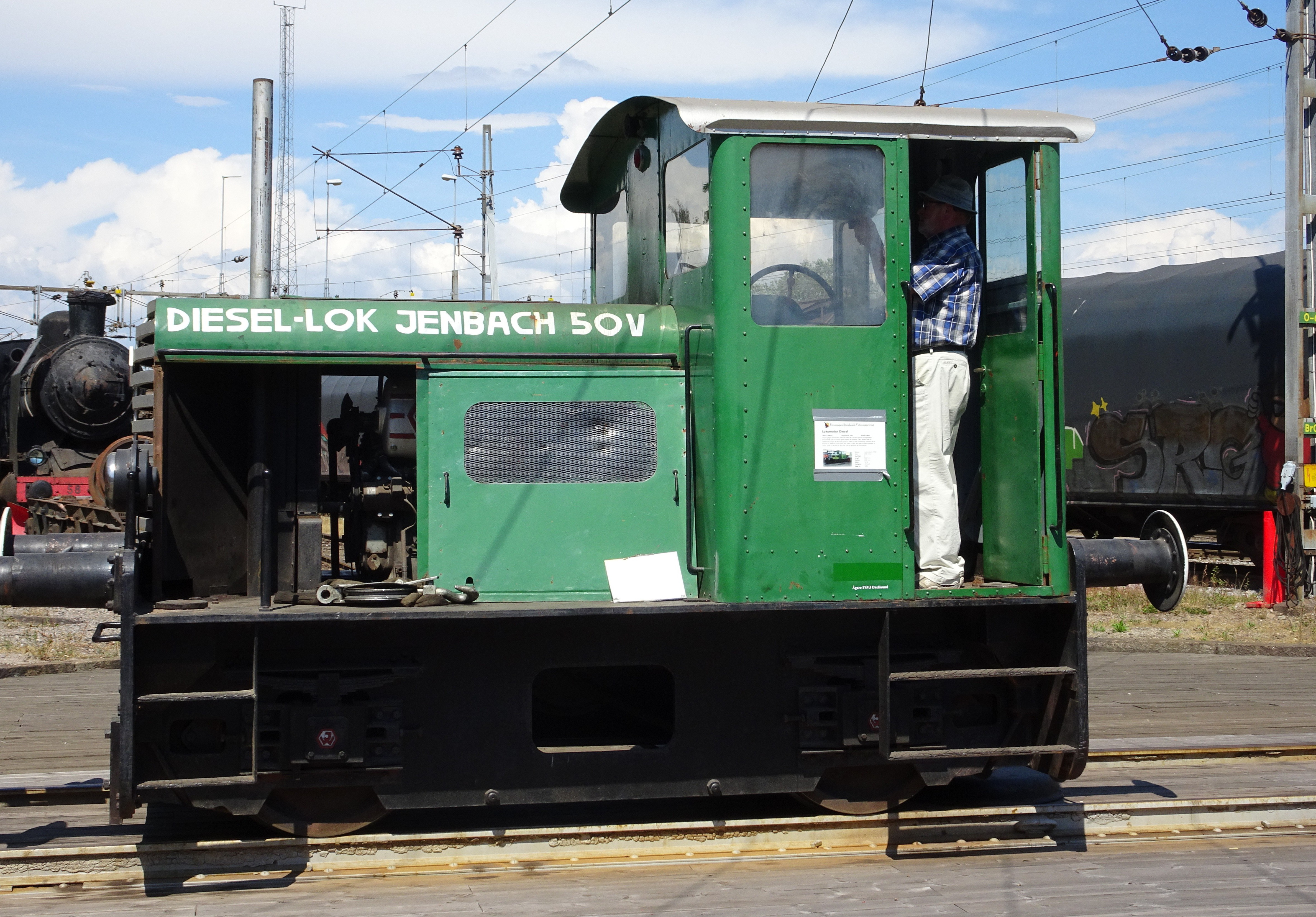
Lokomotor UHB 221 (1951)
Ma 408 och X21-9